# Diego Bórquez
Né le 27 janvier 1976, Diego Bórquez est un karatéka chilien connu pour avoir remporté la médaille d'or en kumite individuel masculin moins de 80 kilos aux Jeux Panaméricains 2007 à Rio de Janeiro, au Brésil.

## Résultats
| Résultat | Date            | Épreuve                   | Catégorie | Compétition             | Ville hôte                |
| -------- | --------------- | ------------------------- | --------- | ----------------------- | ------------------------- |
| [ 2 ]    | 26 juillet 2007 | Kumite individuel - 80 kg | Seniors   | Jeux panaméricains 2007 | Rio de Janeiro, au Brésil |